# 1957 în informatică
- 1956 în informatică — 1957 în informatică — 1958 în informatică

1957 în informatică a însemnat o serie de evenimente noi notabile:

## Evenimente
- Ken Olsen întemeiază Digital Equipment Corporation (cumpărată de Compaq în 1998)
- CIFA ("Computerul Institutului de Fizică Atomică"), primul computer din România construit sub îndrumarea lui Victor Toma